# Sällskapet Concordia

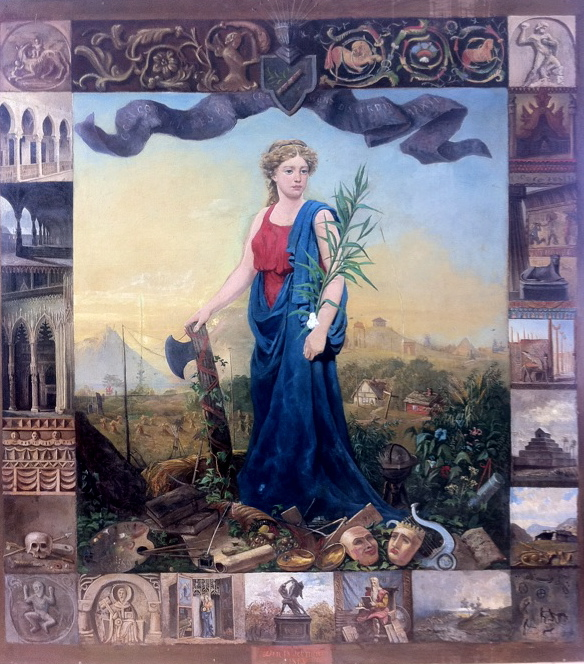
Concordiatavlan av Olof Hermelin.

Sällskapet Concordia, egentligen Sällskapet av den 18 februari 1862 Concordia, grundat den 18 februari 1862 i Örebro, är en svensk kulturförening för män. Enligt stadgarna har föreningen till syfte att "föra samman i Örebro med omnejd bosatta och för kulturell samvaro intresserade personer i den anda som dess fäder uttryckte vid dess bildande... till ett gladt lag, der man, utom nödtorftig näring för kroppen, äfven kan upphemta några smulor för sitt intellektuella lifsuppehälle."

## Historik
Idén till Concordia föddes på en herrbjudning hemma hos lektor Ivar Brodén i början av februari 1862. Närvarande vi denna bjudning var ett antal litterärt intresserade herrar, nämligen bokförläggare Abraham Bohlin, lektor K. F. Karlsson, skalden Elis Wilhelm Lindblad samt brukspatronen filosofie doktor Jonas Wahlström. Nästa träff hölls hemma hos Abraham Bohlin den 18 februari 1862, och inför detta möte hade Lindblad skrivit samman förslag till instiftande av sällskapet. När inbjudan skulle undertecknas, fann man att dagens namn var Concordia. Förutom ovan nämnda är inbjudan undertecknad av magister E. B. Fernquist, provinsialläkaren A. Hammarström och läroverksadjunkt Magnus Roth. En av de mest namnkunniga medlemmarna under de första åren var friherre Nils Gabriel Djurklou, arkeolog, folklivsforskare och den främsta förespråkaren för Hjälmarsänkningen.
Sällskapets huvudintresse under de första åren var litteraturen, men ganska snart kom även musiken att få en plats i sällskapets verksamhet, inte minst utövandet av sång i olika konstellationer.
Målaren Olof Hermelin målade den så kallade Concordiatavlan, som alltid finns uppställd vid sällskapets möten. Den visades första gången på sällskapets högtidsdag 1868. Tavlan förbättrades på 1870-talet av Wilhelmina Lagerholm och av Axel Borg.

## Concordia idag
Möten hålles omkring tio gånger per år, varav ett hålles på sällskapets högtidsdag den 18 februari. 
Sällskapet leds av en styrelse vars ordförande utses på ett år. Sällskapets ständige sekreterare ansvarar för det löpande arbetet tillsammans med den övriga styrelsen. Nya medlemmar väljs in i på invalssammanträden som hålles två gånger per år. Antalet medlemmar är ca 160.
Motsvarande föreningar för herrar på andra håll i landet med likartade program är Sällskapet Idun i Stockholm (också grundat 1862), Sällskapet Gnistan i Göteborg (grundat 1878) och Sällskapet Heimdall i Malmö (grundat 1891). I Danmark finns en motsvarande förening, Selskabet for Historie, Litteratur og Kunst och i Norge Andvake Foreningen.
För kvinnor finns sedan 1896 Sällskapet Damernas Concordia i Örebro.
Sällskapet Concordias ständige sekreterare är från och med den 1 november 2011 prosten och docenten i empirisk livsåskådningsforskning vid Uppsala universitet Kjell Kallenberg, bosatt i Örebro.